# Готварска сол
Готварската сол, в ежедневието обикновено наричана просто сол, е минерал, съставен главно от натриев хлорид (NaCl), химично съединение от групата на солите. В природата се среща във вид на естествени кристали (наричани каменна сол или халит), както и разтворен в значителни количества в морската вода – океанът има соленост от 3,5% (съдържа 35 грама соли на литър вода).
Като основен източник на натрий за живите организми, солта има ключова роля за живота, а соленото е един от основните човешки вкусове. Солта е сред най-старите и изобилни хранителни добавки, а осоляването е важен метод за консервиране на храни. Натрият има важно значение за човешкото здраве в ролята си на електролит и осмотично разтворено вещество. В същото време прекалената консумация на сол може да увеличи риска от сърдечносъдови заболявания като артериална хипертония, поради което множество организации и специалисти препоръчват намаляване на консумацията на популярни солени храни. Световната здравна организация препоръчва възрастните да консумират дневно до 2000 mg натрий, което съответства на 5 грама сол.
Сред първите свидетелства за обработка на сол са находки от VI хилядолетие пр. Хр. в днешна Румъния, свидетелстващи за изваряване на изворна вода за получаване на соли. Има данни от същото време за добив на сол и в Китай. Високо ценена още от първите цивилизации, солта бързо се превръща в търговска стока, транспортирана на значителни разстояния по море, по специално изградени солни пътища и с кервани през пустинята Сахара. Оскъдността и универсалната необходимост на солта предизвикват военни конфликти, както и използването ѝ като източник на данъчни приходи. Тя има различна културна символика и се използва в религиозни церемонии.
Солта се добива в солни мини (каменна сол) или чрез изпаряване в плитки басейни на морска (морска сол) или друга силно минерализирана вода. Тя е суровина за различни промишлени продукти, главните сред които са сода каустик и хлор. Тя се използва и в множество промишлени процеси, като производството на пластмаси и целулоза. От годишно произвежданите 200 милиона тона готварска сол, едва около 6% се консумират от хората, останалото се използва в промишлеността, обработката на води, поддръжката на пътища и селското стопанство. Предназначената за храна сол често включва добавки срещу слепване, както и добавени йодни соли за предотвратяване на йоден дефицит.

## Производство и употреба
Солта се произвежда в солници чрез изпаряване на морска или солена вода от други източници, например солени кладенци или езера, а също така чрез добив на каменна сол. Повечето хора са добре запознати с използването на солта в готварството, но не и с многото ѝ други приложения – от производството на целулоза и хартия до боядисването на текстил и тъкани, производството на сапуни и миещи препарати. В страните със студен климат големи количества сол се използват за почистване на пътищата от лед през зимата.

### Овкусител
Солта се използва широко като овкусител и е идентифицирана като един от основните вкусове.
Пресоляването на ястия води до повишено кръвно налягане при някои хора, което от своя страна е свързано с повишена опасност от сърдечен или мозъчен удар.

### Съхранение на продукти
Много микроорганизми не могат да живеят в прекалено солена среда – водата се изсмуква от клетките им чрез осмоза. Затова солта се използва за съхраняване на някои храни, като сланина и риба.

### Срещу заледяване и за размразяване
Солта се използва срещу заледяване на пътища и тротоари, тъй като солената вода има по-ниска точка на замръзване от чистата вода (йоните пречат на образуването на правилни ледени кристали). Има опасения, че прекомерната ѝ употреба може да бъде вредна за околната среда. Например в Канада са въведени нормативни текстове, които целят намаляване на използването на сол за размразяване.

## Добавки
Солта, която се продава за консумация, не е чист натриев хлорид. През 1911 г. за първи път към солта е добавен магнезиев карбонат, за да я направи по-сипкава. През 1924 г. за първи път са добавени много малки количества йод под формата на натриев йодид, калиев йодид или калиев йодат. Йодираната сол премахва опасността от ендемична гуша. Това заболяване се дължи на недостиг в почвите на определени географски райони на необходимия елемент за синтеза на хормона тироксин от щитовидната жлеза. Понастоящем световната законодателна практика (включително и тази в България) приема като стандартно йодирането на солта с калиев йодат. Причината за това се корени в неговата фотостабилност – йодидите, за разлика от йодатите, се разлагат лесно под въздействието на светлината, което налага в близкото минало йодираната сол да бъде предлагана в непрозрачни (обикновено черни) опаковки. Въвеждането на практиката йодирането на солта да се извършва с калиев йодат премахва това ограничение и увеличи практически неограничено срока на годност и консумация на готварската сол. Качествените показатели на солта за човешка консумация нормативно са уредени с Наредбата за изискванията към състава и характеристиките на солта за хранителни цели. Съгласно текста на наредбата, количеството на калиевия йодат в състава на готварската сол трябва да бъде в границите между 28 и 55 mg/kg (ppm), което отговаря на 28 – 55 грама калиев йодат на тон готварска сол.

## Етимология
Думи и изрази, свързани със солта идват обикновено от Римската и Гръцката цивилизация, по чието време солта все още е била ценна стока.
Латинската дума за сол, sal, френските думи solde (означаваща „баланс, салдо, плащане“) и soldat („войник“) са свързани. В италианския език soldi означава „пари“, а soldato – войник.
Римските войници са получавали режийни, за да си купуват сол, salarium argentum, откъдето идва думата за „заплата“ в някои европейски езици. Римляните също обичали да солят зеленчуците, което довело до вграждане на латинската дума за сол в думата „салата“ (на някои латински диалекти salata означавало буквално „солен“).

## Други факти
- Солената почва е по принцип неподходяща за земеделие. Оттам и практиката на посоляване на земята при войни.
- Суеверието, че разсипване на сол носи нещастие, идва от обърнатата солница пред Юда Искариотски на Тайната вечеря, обезсмъртена в известната картина на Леонардо да Винчи.
- Заради голямата концентрация на сол Мъртво море е толкова гъсто, че някои предмети, които обикновено потъват, могат да плават на повърхността му. Хората плават спокойно, тъй като плътността им е малко по-ниска от тази на чистата вода. (Но само 8% от солта в Мъртво море е натриев хлорид, 53% е магнезиев хлорид, 37% калиев хлорид).
- Американските градове Синсинати и Детройт са построени върху действащи солни мини.
- Третият райх складирал големи количества пари, картини и произведения на изкуството в солни мини и много важни документи и предмети продължават да се пазят в стари солни мини и до днес. Солни мини се използват и за складиране на ядрени отпадъци.